# Guido Sacconi
Guido Sacconi (n. 23 iunie 1948, Udine, Friuli-Veneția Giulia, Italia – d. 2 mai 2023, Florența, Italia) a fost un om politic italian, membru al Parlamentului European în perioada 1999-2004 din partea Italiei.